# 鲁宗道
鲁宗道（966年—1029年2月16日），字贯之，譙（今安徽省亳州市）人。
少時雙親亡故，寄養於外祖父家。為人剛正直爽。举进士，初授濠州定远尉，继任海盐县令，該縣的东南處有旧河入海，由於河道淤塞，宗道組織民力加以疏濬，後人稱“鲁公浦”。后改任歙州军事判官，迁秘书丞。
鲁宗道住家離酒店很近，常一個人跑去喝酒。宋真宗問他“卿為清望官，奈何飲於酒肆？”鲁宗道說“臣家貧無杯盤，故就酒家飲。”宋真宗称他“鲁直”，天禧元年（1017年），擢為右正言，官歷戶部員外郎兼右諭德、左諭德，直龍圖閣。宋仁宗時，拜为参知政事，人稱鱼头参政。卒赠兵部尚书。
有兩女，長嫁待制張昷之為夫人；次適呂公著為夫人。

## 延伸阅读
[在维基数据编辑]
 《宋史/卷286》，出自脱脱《宋史》